# 1970 في أستراليا
فيما يلي قوائم الأحداث التي وقعت خلال عام 1970 في أستراليا.

## أحداث
- 22 نوفمبر – جائزة أستراليا الكبرى 1970

## سياسة

### تعيين في المنصب
- 2 مارس – ريمون ستيل هول وزير مالية جنوب أستراليا [الإنجليزية]‏،زعيم المعارضة [الإنجليزية]‏.

### انتهاء فترة المنصب
- 2 يونيو – ريمون ستيل هول وزير مالية جنوب أستراليا [الإنجليزية]‏، وزير التنمية الصناعية ‏، رئيس وزراء جنوب أستراليا ‏.

## مواليد

### يناير
- 14 يناير – ديفيد هول

### مارس
- 3 مارس – كريستين كونسي لاعبة كرة مضرب أسترالية.
- 17 مارس – كاتي غالاغر

### أبريل
- 4 أبريل – جايسون ستولتنبرغ لاعب كرة مضرب أسترالي.
- 15 أبريل – أنتوني ستيوارت لاعب كرة سلة أسترالي.
- 28 أبريل – ريتشارد فرومبيرج لاعب كرة مضرب أسترالي.

### يونيو
- 22 يونيو – جيسيكا رو صحفية أسترالية.

### يوليو
- 13 يوليو – ساندون ستول لاعب كرة مضرب أسترالي.

### سبتمبر
- 6 سبتمبر – شين هيل
- 26 سبتمبر – داريل بيتي

### أكتوبر
- 23 أكتوبر – كريغ رايت
- 24 أكتوبر – أندرو فلوران لاعب كرة مضرب أسترالي.

### نوفمبر
- 18 نوفمبر – بيتا ويلسون ممثلة أسترالية.

### ديسمبر
- 22 ديسمبر – مايكل تيبوت لاعب كرة مضرب أسترالي.